# Herinneringsmedaille aan de Veiligheidsoperaties en de Ordehandhaving in Noord-Afrika
De Herinneringsmedaille aan de Veiligheidsoperaties en de Ordehandhaving in Noord-Afrika (Frans: Médaille commémorative des opérations de sécurité et de maintien de l'ordre en Afrique du Nord) is een Franse campagnemedaille. De medaille werd op 12 oktober 1956 ingesteld door president René Coty.
Frankrijk heeft tijdens de dekolonisatie van de Franse koloniën en protectoraten in Afrika en Azië zwaar met lokale verzetsbewegingen gevochten. Vooral in Vietnam en Algerije werd een bloedige strijd geleverd. Deze medaille was bestemd voor militairen en burgers die in vijf omstreden Noord-Afrikaanse gebieden bij veiligheidsoperaties en de ordehandhaving waren betrokken. De termen "veiligheidsoperaties en de ordehandhaving" zijn een eufemisme, vooral in Algerije ging het om een bloedige burgeroorlog. Twee miljoen Franse militairen werden gemobiliseerd en aan Franse zijde vielen 24.614 doden en 64.985 gewonden te betreuren. Pas in een wet van 18 oktober 1999 erkende de Franse regering dat het niet om ordehandhaving maar om een oorlog, de Algerijnse Oorlog, was gegaan.
De desbetreffende gebieden waren:
- In Tunesië, (1 januari 1952 tot 5 mei 1958, later verlengd tot 2 juli 1958[3]))
- In Marokko, (1 juni 1953 tot 5 mei 1958, later verlengd tot 2 juli 1958[3])
- In Algerije, (31 oktober 1954 tot 1 juli 1964)
- In de Sahara, (31 oktober 1954 tot 27 juni 1961)
- In Mauritanië, (10 januari 1957 tot 1 januari 1960)

Voor de gespen was een bijzondere regeling getroffen. Wie gedurende ten minste 90 dagen in verschillende gebieden had gezworven droeg de gesp van het gebied dat hij als laatste had aangedaan.
Ook de officieren en matrozen van de marine kwamen voor de medaille en de gespen in aanmerking wanneer hun schip ten minste 90 dagen binnen een periode van twee jaar naar een van de genoemde gebieden was gestuurd. Iemand die voor een tijdens de operatie uitgevoerd misdrijf werd veroordeeld tot een gevangenisstraf, had nooit het recht om de medaille te dragen.

## De medaille
De ronde bronzen medaille toont op de voorzijde de "gewapende republiek", zinnebeeld van het strijdende Frankrijk, naar een tekening van Georges Lemaire. Haar helm is versierd met een lauwerkrans. Het rondschrift luidt ""RÉPUBLIQUE FRANÇAISE". De voorzijde is daarmee identiek aan die van andere aan de strijd in de koloniën gewijde medailles zoals de Herinneringsmedaille aan de Oorlog in de Oriënt. De gesp waarmee de medaille aan het lint wordt gedragen kreeg de vorm van een lauwerkrans, zonder de bij eerdere voor campagnemedailles in het Arabische gebied gebruikelijke toevoeging van een halve maan.
Op de door Raymond Tschudin gegraveerde keerzijde staat "MÉDAILLE" "COMMÉMORATIVE" "D'AFRIQUE" "DU NORD" of op na januari 1958 geslagen medailles MÉDAILLE" "COMMÉMORATIVE" "OPÉRATIONS SÉCURITÉ" "ET MAINTIEN" "DE L'ORDRE" binnen een krans van lauweren en eikenblad.
De medaille wordt aan een blauw lint met rood-wit-rode bies op de linkerborst gedragen. Op dat lint worden gespen gedragen voor het gebied waar de decorandus heeft gevochten. Er zijn vijf gespen ingesteld: ALGÉRIE, TUNISIE, MAROC, SAHARA en MAURITANIE.

## Protocol
Wanneer men op uniformen geen modelversierselen draagt is een kleine rechthoekige baton in de kleuren van het lint voorgeschreven. De medaille wordt ook als miniatuur gedragen op bijvoorbeeld een rokkostuum.